# Береговое (Железинский район)
Береговое (каз. Береговое) — село в Железинском районе Павлодарской области Казахстана. Входит в состав Башмачинского сельского округа. Код КАТО — 554237300.

## Население
В 1999 году население села составляло 391 человек (199 мужчин и 192 женщины). По данным переписи 2009 года, в селе проживало 284 человека (133 мужчины и 151 женщина).